# Husasău de Tinca
Husasău de Tinca est une commune roumaine du județ de Bihor, en Transylvanie, dans la région historique de la Crișana et dans la région de développement Nord-Ouest.

## Géographie
La commune de Husasău de Tinca est située dans le sud du județ, dans la vallée du Crișul Negru, à 24 km à l'est de Salonta et à 36 km au sud d'Oradea, le chef-lieu du județ.
La municipalité est composée des cinq villages suivants, nom hongrois, (population en 2002) :
- Fonău, Rózsafalva (217) ;
- Husasău de Tinca, Biharhosszúaszó (776) siège de la commun e;
- Miersig, Nyárszeg (409) ;
- Oșand, Vasaud (503) ;
- Sititelec, Székelytelec (445).

## Histoire
La première mention écrite du village de Husasău de Tinca date de 1236 sous le nom hongrois de Huzzeuozo.
La commune, qui appartenait au royaume de Hongrie, en a donc suivi l'histoire.
Après le compromis de 1867 entre Autrichiens et Hongrois de l'empire d'Autriche, la principauté de Transylvanie disparaît et, en 1876, le royaume de Hongrie est partagé en comitats. Husasău de Tinca intègre le comitat de Bihar (Bihar vármegye).
À la fin de la Première Guerre mondiale, l'Empire austro-hongrois disparaît et la commune rejoint la Grande Roumanie au traité de Trianon.
En 1940, à la suite du deuxième arbitrage de Vienne, elle n'est pas annexée par la Hongrie et reste sous la souveraineté roumaine. 

## Politique
| Période                                  | Période  | Identité     | Étiquette | Qualité |
| ---------------------------------------- | -------- | ------------ | --------- | ------- |
| Les données manquantes sont à compléter. |          |              |           |         |
| 2000                                     | 2016     | Mihai Faur   | PDL       |         |
| 2016                                     | En cours | Viorel Suciu | PSD       |         |

| Parti | Parti                                      | Sièges |
| ----- | ------------------------------------------ | ------ |
|       | Parti social-démocrate (PSD)               | 8      |
|       | Parti national libéral (PNL)               | 1      |
|       | Alliance des libéraux et démocrates (ALDE) | 1      |
|       | Parti Mouvement populaire                  | 1      |
|       | Parti national démocrate                   | 1      |

## Religions
En 2002, la composition religieuse de la commune était la suivante :
- Chrétiens orthodoxes, 78,72 % ;
- Baptistes, 13,57 % ;
- Grecs-Catholiques, 3,19 % ;
- Pentecôtistes, 2,89 % ;
- Réformés, 0,63 % ;
- Catholiques romains, 0,59 %.

## Démographie
En 1910, à l'époque austro-hongroise, la commune comptait 5 005 Roumains (95,77 %), 165 Hongrois (3,16 %) et 11 Allemands (0,21 %).
En 1930, on dénombrait 5 418 Roumains (97,90 %), 47 Hongrois (0,85 %) et 57 Roms (1,03 %).
En 1956, après la Seconde Guerre mondiale, 5 213 Roumains (97,62 %) côtoyaient 11 Hongrois (0,21 %) et 16 Tsiganes (0,30 %).
En 2002, la commune comptait 1 909 Roumains (81,23 %), 402 Roms (17,10 %) et 37 Hongrois (1,57 %). On comptait à cette date 1 318 ménages et 1 232 logements.
| 1880  | 1890  | 1900  | 1910  | 1920  | 1930  | 1941  | 1956  | 1966  |
| ----- | ----- | ----- | ----- | ----- | ----- | ----- | ----- | ----- |
| 3 647 | 4 315 | 4 630 | 5 226 | 5 345 | 5 534 | 6 181 | 5 340 | 4 343 |

| 1977  | 1992  | 2002  | 2007  | - | - | - | - | - |
| ----- | ----- | ----- | ----- | - | - | - | - | - |
| 3 586 | 2 467 | 2 350 | 2 282 | - | - | - | - | - |

## Économie
L'économie de la commune repose sur l'agriculture et l'élevage.

## Communications

### Routes
Husasău de Tinca est située sur la route régionale DJ792A qui rejoint Tinca au sud et Miersig, Leș et la DN79 Oradea-Arad au nord. La DJ795A mène au nord-est vers Oșand, Șumugiu, Hidișelu de Sus et la DN76 Oradea-Deva.

### Voies ferrées
La gare la plus proche est celle de Tinca à 5 km au sud.

## Lieux et monuments
- Miersig, lac de baignade ;
- Fonău, église orthodoxe datant de 1908[6] ;
- Husasău de Tinca, église orthodoxe datant de 1880[6] ;
- Miersig, église orthodoxe datant de 1914[6] ;
- Sititelc, église orthodoxe datant de 1880[6].